# Of Machines
Of Machines — американський постгардкор-гурт з Атланти, штат Джорджія, США. Гурт, створений у 2006 році, спочатку був відомий як We Are Kings. Гурт випустив дебютний і єдиний альбом As If Everything Was Held in Place 3 березня 2009 року на Rise Records .

## Історія
Of Machines був створений у 2006 році Остіном Торнтоном, Беннетом Фріменом, Діланом Андерсоном, Марком Таннером, Майклом Метеджиком і Джонатаном Луго. Під час запису свого альбому з продюсером і запрошеним вокалістом Камероном Мізеллом на Chango Gridlock Studios у (Кассельберрі, штат Флорида) гурт привернув увагу різних звукозаписних компаній. Гурт підписав контракт з Rise Records 14 жовтня 2008 року. Невдовзі після випуску дебютного альбому в 2009 році гурт вирушив в турне своїм регіоном, де їх дебютний альбом був добре сприйнятий і набув великого значення.
As If Everything Was Held in Place — єдиний альбом, який гурт випустив під назвою Of Machines. Вокаліст Ділан Андерсон залишив гурт в 2010 році з незаперечних причин, після виходу Андерсона гурт оголосив трирічну перерву. У 2013 році гурт відновився в оригінальному складі з метою записати новий мініальбом під назвою Chroma Season/Chroma Dreamcoat, який породив демозаписи All Along The Greyscale і An Autobiography In Vivid Colour Pt. 2, які можна знайти на їхньому YouTube-каналі. Розраховуючи випустити мініальбом у другій половині 2013 року, гурт звернувся до шанувальників із проханням підтримати збір коштів на Kickstarter, щоб допомогти у виробництві мініальбому.
Після періоду тиші та невизначеності гурт повідомив шанувальникамневтішну новину про те, що мініальбом не може бути завершений через відсутність вокаліста гурту Андерсона та зникнення спільнокошту. Подальші новини призвели до ефекту доміно, коли всі учасники гурту розпалися у 2015 році, а також до випуску безіменної збірки демозаписів.

## Склад гурту
Остаточний склад
- Ділан Андерсон — ведучий вокал (2006–2010, 2013–2015)
- Беннет Фрімен — екстрім-вокал, клавішні, синтезатори (2006–2010, 2013–2015, помер у 2022)
- Джонатан Луго — гітара, бек-вокал (2006–2010, 2013–2015)
- Майкл Матеджік — гітара, бек-вокал (2006–2010, 2013–2015)
- Марк Таннер — бас-гітара, бек-вокал (2006–2010, 2013–2015)

Колишні учасники
- Остін Торнтон — ударні, перкусія (2006–2009)
- Брент Ґіствайт — барабани, перкусія (2010)
- Лоніел Робінсон — барабани, перкусія (2009-2010)

## Дискографія
- As If Everything Was Held in Place (2009)